# Michael Flatley
Michael Flatley (Chicago, Illinois, 1958. július 16. –) ír származású amerikai táncművész. Írsztepptánc-műsorával világszerte fellépett.

## Élete
Michael Flatley szülei öt gyermekéből másodikként született. Szülei, akárcsak nagyszülei Írországból származnak. Mivel az egész család nagyon muzikális volt, Flatley az édesapja kívánságára tanult fuvolázni. Ezzel a hangszerrel nyert el számtalan kitüntetést, többek között az „Írország fuvolabajnoka” címet is.
Michael egy olyan negyedben nevelkedett, ahol több különböző kultúra hatott egymásra. Miután többször vérző orral tért haza, édesapja a bokszolásra buzdította. Sok energiát fektetett a sportba, így 17 évesen megnyerte a „Golden Glove Championship” versenyt.
Négyévesen kezdett el táncolni. Nemcsak a szüleitől, hanem a nagymamájától Hannah Ryantől is tanult, aki abban az időben az ír táncok éltáncosnője volt. 11 évesen felvételizett a „Dennehy School of Irish Dance” csapatába, ahova nem vették fel, azzal az indokkal, hogy „túl idős”. Ő azonban nem adta fel és később mégis felvételt nyert. Az intenzív edzések eredményeként egyre jobb lett és időközben megnyerte az összes USA-ban indított versenyt. 17 évesen megnyerte az ír táncok világbajnokságát az „All-World Irish Dance Championship”-et.
Flatley számára a nagy áttörést az 1983-as turné jelentette a híres sikeres ír együttessel, a „The Chieftains”-szel (A törzsfőnökök).
A nagy sikerek után az 1993-as, Dublinban megrendezett „Spirit of Mayo” fesztivál következett. A fellépése után a show producerei megbízták őt az 1994-es Eurovíziós Dalfesztivál átvezető előadásainak megszervezésével. A tánc, amellyel Flatley a dalfesztivál szüneteit kitöltötte, a Riverdance volt, amely egy ötperces színpadi show. Ez a fellépés jelentette Flatley-nek a világsiker kezdetét.
Ma Michael Flatley rendezőként, producerként és koreográfusként dolgozik. A saját show-it mindig Ronan Hardimannal állítja össze.
„The Lord Of The Dance” című ír–amerikai sztepptáncelőadás megalkotója, rendezője és koreográfusa, valamint dalszövegírója.
A Lord Of The Dance show-k 1996 júniusában kezdődtek.
Kétéves turné után, Flatley 1998-ban alkotta meg a Feet of Flames című újított változatát a Lord Of The Dance előadásnak, a Hyde Parkban volt az első show.
2000. július 19-én a Lord of the Dance produkciót, Flatley főszereplésével bemutatták Budapesten, a Népstadionban.
2005. július 9. óta van úton a Celtic Tiger című show-műsorral. A 2006 decemberre tervezett európai turnét Flatley szívproblémái miatt lemondták.
2007 márciusában született meg fia.

## Fordítás
- Ez a szócikk részben vagy egészben  a   Michael_Flatley című német Wikipédia-szócikk fordításán alapul.  Az eredeti cikk szerkesztőit annak laptörténete sorolja fel. Ez a jelzés csupán a megfogalmazás eredetét és a szerzői jogokat jelzi, nem szolgál a cikkben szereplő információk forrásmegjelöléseként.

## Külső hivatkozások
- https://web.archive.org/web/20141018095001/http://www.michaelflatley.com/